# Aguilar del Alfambra
Aguilar del Alfambra là một đô thị trong tỉnh Teruel, Aragon, Tây Ban Nha. Theo điều tra dân số 2018 (INE), đô thị này có dân số là 63 người.